# ゼムスキー・ソボル
ゼムスキー・ソボル（ロシア語:зе́мский собо́рズィェームスキイ・サボール；ラテン文字表記の例:Zemskii Sobor）は、16世紀半ばから17世紀にかけてロシアで開かれていた封建的身分制議会。「全国会議」と和訳される。

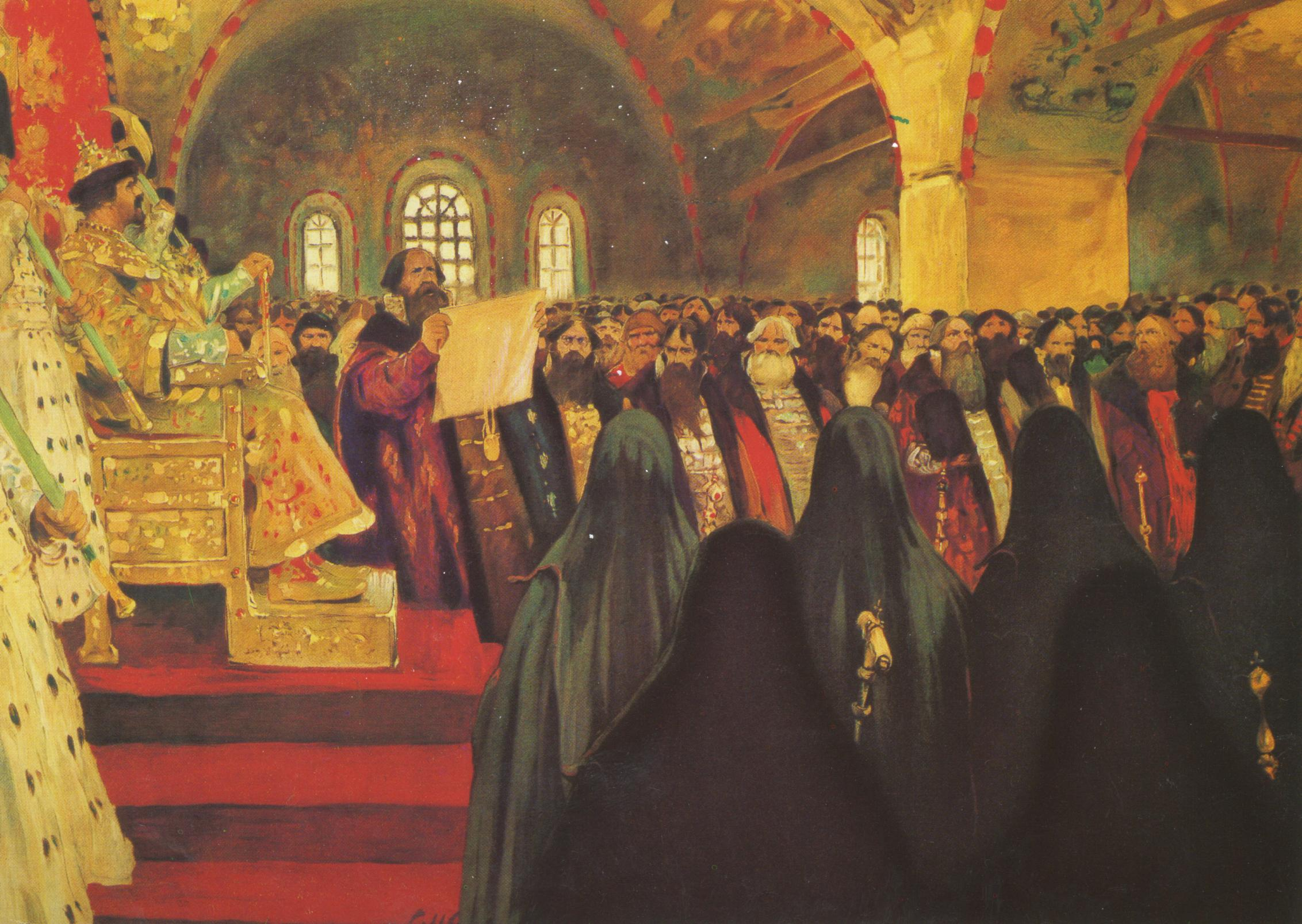
ゼムスキー・ソボル（セルゲイ・イワノフSergei Ivanov画）

ゼムスキー・ソボルは、ツァーリ、総主教並びに貴族議会（ボヤーレ・ドゥーマ、Boyar Duma）による召集が可能であったが、必要に応じてツァーリによって召集された。ゼムスキー・ソボルの構成は、以下の3つである。
1. 貴族、高位高官から成る貴族会議。
2. 高位聖職者から成る聖職者会議（Holy Sobor）。
3. 商人、町人の代表者（第三身分、稀に農民代表も入る）。

1559年モスクワ大公イヴァン4世（イワン雷帝）により召集された会議（ソボル）が、ゼムスキー・ソボルの起源であるとされる。イワン雷帝期には、しばしばゼムスキー・ソボルが開かれ、法律の骨格や国政の大問題を討議する場となった。イワン雷帝時代は、ツァーリの主導権でゼムスキー・ソボルが進められたが、士族や都市住民が主導権を持つこともあり、1566年オプリーチニナの廃止を願うと、イワン雷帝はこれに反発し、反対派に対する処刑・弾圧を巻き起こすこととなった。
1598年リューリク朝が断絶すると、ボリス・ゴドゥノフをツァーリに選出した。以後、17世紀初頭の動乱時代（大動乱、スムータ）に最も頻繁に開会され、国政上、重要な役割を果たすこととなった。1613年にはミハイル・フョードロヴィッチ・ロマノフをツァーリに選出し、ここにロマノフ朝が誕生する。ミハイル帝の時代には頻繁に開かれ、各勢力の糾合や動乱後のロシアの再建に大きな役割を果たした。ミハイルを次いだアレクセイ・ミハイロヴィッチの時代には、士族及び上層町民の要求に答える形でゼムスキー・ソボルが開かれ、1649年には会議法典と呼ばれる新法典が制定された。しかし、新法典によってロマノフ家の覇権が確立するに及び、17世紀後半からゼムスキー・ソボルは徐々にその権力を失っていった。1654年ペレヤスラフ条約の批准がゼムスキー・ソボルが国政上、果たした最後の大仕事であった。以後、諮問機関としてツァーリの諮詢に奉答するようになり、1634年士族による常設会議化を求める案が拒否されてしまい、ピョートル大帝による絶対主義の確立により消滅した。
なお、ロシア内戦期の1922年7月23日にはウラジオストクでゼムスキー･ソボルを名乗った会議が、極東に展開していた白軍（白衛軍）によって開催されている。ティーホンモスクワ総主教が名誉議長として名を連ねたこの会議では、帝政復活を唱えロマノフ家の皇族で第一次世界大戦中、ロシア軍総司令官だったニコライ・ニコラエヴィチ大公を擁立しようとした。しかし2ヵ月後にボリシェヴィキによる極東制圧によって、目論見は潰えた。